# Транс (Граубюнден)
Транс (нем. Trans) — деревня и бывшая коммуна в Швейцарии, в кантоне Граубюнден. 
До 2008 года имела статус отдельной коммуны. 1 января 2009 года вместе с коммунами Тумель-Томильс, Фельдис-Веульден и Шайд вошла в состав новой коммуны Томильс. 1 января 2015 года коммуна Томильс была объединена с коммунами Альменс, Паспельс, Пратваль и Родельс в коммуну Домлешг.
Входит в состав региона Виамала (до 2015 года входила в округ Хинтеррайн).
Население составляет 55 человек (на 31 декабря 2006 года). Официальный код  —  3641.